# Johann Christian Brandes
Johann Christian Brandes (15. listopadu 1735, Štětín – 10. listopadu 1799, Berlín) byl německý herec a dramatický básník.

## Život
Johann Christian Brandes se v 18 letech učil herectví. Angažoval se v Schuchově společnosti, v roce 1765 v mnichovském divadle a Seylerově souboru. V Drážďanech měl zorganizovat dvorní saské dvorní divadlo, ale v roce 1779 odešel k Seylerovi ke dvornímu divadlu do Mannheimu a nakonec do Hamburku, kde v letech 1785 až 1786 řídil tamní divadlo.
V roce 1788 odešel do ústraní.
Jako herec zůstal Brandes relativně bezvýznamný, stal se známým spíše pro své hry a komedie.

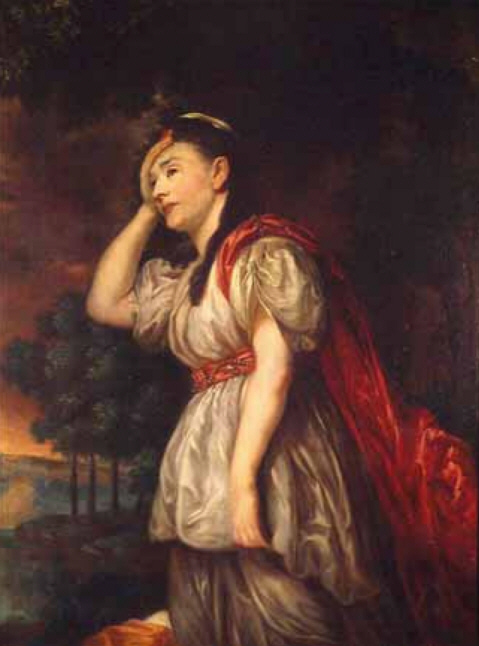
Esther Charlotte Brandesová jako Ariadna (kopie portrétu od Antona Graffa)

Jeho manželka Esther Charlotte Brandesová, rozená Kochová (1746, pruská Litva - 13. května 1786, Hamburk) byla jednou z nejslavnějších hereček své doby. Zazářila zejména v melodramatu Ariadna na Naxu s hudbou Jiřího Antonína Bendy na Gerstenbergův text, napsaném přímo pro ni.
Její dcera Charlotte Wilhelmine Franziska (21. května 1765, Vratislav - 13. června 1788, Hamburk), obvykle zvaná Minna, byla zpěvačkou a skladatelkou hudby pro klavír. Jejím kmotrem byl básník Gotthold Ephraim Lessing.

## Dílo

### Hry a komedie
- Der Schein betrügt oder, der gute Ehemann, ein deutsches Originallustspiel in 5 Aufzügen. 1767. (Digitální verze)
- Der Gasthof, oder Trau, schau' wem! Ein Lustspiel in fünf Aufzügen. 1767. (Digitální verze vydání z roku 1777)
- Der Graf von Olsbach, oder die Belohnung der Rechtschaffenheit, Ein Lustspiel in fünf Aufzügen. 1768. (Digitální verze)
- Der geadelte Kaufmann, ein Lustspiel in drey Aufzügen. (Digitální verze)
- Ariadne auf Naxos, ein Duodrama mit Musik. Gotha: Ettinger 1777. – Das erste deutsche Melodrama, in Musik gesetzt von Georg Anton Benda. (Digitální verze)
- Die Mediceer. Ein Schauspiel in fünf Aufzügen. Wien: [s.n.], 1776. 80 S. (Digitální verze)
- Hans von Zanow oder: Der Landjunker in Berlin. Ein Lustspiel in fünf Aufzügen. Hamburg: Bohn 1785. (Celý text v German Drama Corpus)

### Knihy
- Meine Lebensgeschichte. 3 Bände. Maurer, Berlin 1799–1800. (digitalizováno)